# Parasulcicuneus
Parasulcicuneus is een geslacht van uitgestorven kreeftachtigen uit de klasse van de Ostracoda (mosselkreeftjes).

## Soort
- Parasulcicuneus spinatus Wang & Jones, 1993 †